# Mladen Januš-Žuga
Mladen Januš-Žuga (Zagreb, 1946. – 2021.[dodati točne datume]) bio je hrvatski folklorni umjetnik, dugogodišnji solist, plesač i pjevač Ansambla narodnih plesova i pjesama Hrvatske LADO.

## Profesionalna karijera
Mladen Januš-Žuga rođen je u Zagrebu, gdje je započeo svoju umjetničku i profesionalnu karijeru. Već u školskim danima pokazuje sklonost scenskom izražavanju kroz sudjelovanje u dramskim predstavama i plesnim natjecanjima. Kako praznike uglavnom provodi na selu u Mariji Bistrici,slike prirode i seoskog života duboko se ucrtavaju u njegovu mladu osobu. Kao student strojarstva 1970.god. dolazi u LADO na audiciju, gdje ga odmah uočava prof. Zvonimir Ljevaković, osnivač i dugogodišnji umjetnički ravnatelj Ansambla. Procjenivši njegov talent i osjećaj za umjetničko izražavanje, ubrzo mu povjerava odgovorne plesačke i pjevačke zadatke, istaknuvši ga kao solistu. Koreografi koji su kasnije djelovali u LADU, poput dr.Ivančana i prof.Bagura, znali su osjetiti intenzitet i kvalitetu gotovo izvorne interpretacije koju Januš može pružiti, te mu iskazuju puno povjerenje. Tako nastaju njegove nezaboravne kreacije kolovođe u "Linđu", ličkim plesovima, istarskom "Balunu", te uloga kućedomaćina u koreografiji "Kamen goro, prozeleni rano." Na taj način, živeći i pronoseći hrvatsku glazbenu i plesnu tradiciju na svim domaćim, ali i reprezentativnim svjetskim pozornicama, dočekao je i mirovinu. Svoju sklonost ka folklornom izražavanju potvrđuje i radom u nekoliko folklornih ansambala u Hrvatskoj, Austriji i Njemačkoj. Za svoja koreografska rješenja dobiva brojne pohvale stručnjaka na domaćim smotrama folklora i nagradu na Folklornom festivalu u Slovačkoj. Sazrijevši kao umjetnik plesač, razvija svoj vokalni potencijal učeći od eminentnih imena poput Dinka Fia, Emila Cossetta i Božidara Potočnika. Svojim je radom čuvao i širio autentičnost narodnog izričaja hrvatskih narodnih plesova, običaja i glazbe, pridonio je upoznavanju javnosti s bogatom hrvatskom baštinom i poticao njegovanje, čuvanje i širenje plesne i glazbene kulture. 
Za Mladena Januša-Žugu je Hanibal Dundović, nekadašnji umjetnički rukovoditelj Ansambla LADO zapisao je:

## Jegeduši
S vremenom, iznikavši u LADU i djelujući izvan njega, Januš osniva mali vokalno-instrumentalni sastav "Jegeduši", što je značilo više se oslanjati na sebe i svoje mogućnosti. Pišući tekstove, vesele i vrckave, Januš polako, usput otkriva pjesnika u sebi. Krug pjesama nastalih za potrebe "Jegeduša", Januš postupno proširuje u rukovet pjesama nastalih u raznim prilikama, putovanjima, turnejama, pa i u garderobi LADA čekajući svoj red na pokus u dvorani. 2002. god. izdaje knjigu pjesama pod nazivom "Tičeki mali popijevaju" od kojih su mnoge uglazbljene.

## Značajnije koreografije
- Kamen goro, prozeleni rano
- Stari splitski plesovi
- Podravski svati
- Vrličko kolo
- Oko škrinje nevjestine
- Balun
- Na Baniji bubanj bije
- Tanac po susacku
- Pjesme i plesovi travničkog kraja
- Lastovski poklad
- Primoštensko kolo
- Linđo
- Ličko kolo